# Kozmodrom Vostočni
Kozmodrom Vostočni (rus.:Восточный, u prijevodu „Istočni”) je ruski kozmodrom, koji je trenutno u izgradnji. Nalazi se u Amurskoj oblasti na Ruskom dalekom istoku, na 51° SGŠ. Prvo lansiranje bilo je zakazano za prosinac 2015. godine, ali je u listopadu odgoženo za travanj 2016. U operativnu upotrebu bi trebao ući 2017. godine. Planirano je da Vostočni postane primarni kozmodrom ruskog kosmičkog programa, kako bi se smanjila zavisnost od kosmodroma Bajkonur koji se nalazi na teritoriji Kazahstana.
U odnosu na kozmodrom Bajkonur, Vostočni ima i prednosti i mane.
Prednosti
- U prvoj fazi leta raketa-nosač ne prelazi preko gusto naseljenih dijelova više država. Kod lansiranja s Bajkonura tijekom prve faze leta raketa-nosač leti preko naseljenih dijelova Kazahstana, Rusije, Kine i Mongolije, pa postoji vjerojatnost, da u slučaju kvara na raketi njeni dijelovi padnu u neko naselje i izazovu ljudske žrtve. Kod polijetanja s Vostočnog ovaj problem je znatno manji, raketa većinom leti preko sibirske tajge koja je rijetko naseljena i ne prelijeće preko teritorija drugih država.
- Dijelovi prvog stupnja rakete-nosača padaju u rijetko naseljene predjele sibirske tajge ili u ocean u međunarodnim vodama. Pri lansiranju s Bajkonura prvi stupanj rakete (motori i rezervoari) po odvajanju od drugog stupnja nastavljaju balističkom putanjom i padaju u kazahstanske stepe. Tokom desetljeća bilo je više slučajeva da su dijelovi prvog stupnja padali na kuće, ali nije bilo žrtava. Poseban problem je prvi stupanj rakete Proton, koja sagorijeva izuzetno toksično gorivo, pa na mjesto pada prvog stupnja ove rakete moraju izaći posebni timovi koji rade dekontaminaciju.
- Vostočni je izgrađen nedaleko od kozmodroma Svobodni koji koriste Ruske raketne snage, tako da je bilo lako uspostaviti željezničke i putne veze do novog kozmodroma.
- Smanjeni politički rizik — Kazahstan je početkom 21. stoljeća u nekoliko navrata blokirao lansiranje ruskih raketa iz Bajkonura pod raznim izgovorima.[3]

Primarni cilj izgradnje novog kompleksa na krajnjem istoku Rusije je da se smanji obujam lansiranja iz kozmodroma Bajkonur, ali ne i da se on u potpunosti zamjeni novim kozmodromom, tako da će se dva kompleksa koristiti paralelno makar do isteka zakupa 2050. godine.
Mane
- Vostočni je skoro 6° sjevernije od Bajkonura, što će se odraziti na masu koju rakete-nosači mogu dostaviti u orbitu.
- U okviru Vostočnog morat će se izgraditi nova zračna luka, dok Bajkonur ima dvije. Većina satelita i drugih svemirskih letelica do kozmodroma dostavlja se zrakoplovom. Vostočni će prvo koristiti lokalne zračne luke, odakle će se sateliti dovoziti željeznicom, a kasnije je planirana izgradnja i zračne luke u okviru kozmodroma.
- Povećani troškovi prijevoza. Pogoni za proizvodnju satelita, raketa-nosača i druge opreme nalaze se u Moskvi, Samari i Željeznogorsku, koji su od Bajkonura udaljeni od 2,500 do 1,500 kilometara. Od ovih pogona do novog kozmodroma ima oko 5,500 kilometara.[5]
- Nedostatak stambenog prostora i infrastrukture za zaposlene kozmodroma. Broj potrebnih kadrova će dostići skoro 100,000 ljudi.